# Pouilley-Français
Pouilley-Français é uma comuna francesa na região administrativa de Borgonha-Franco-Condado, no departamento de Doubs. Estende-se por uma área de 6,08 km². Em 2010 a comuna tinha 849 habitantes (densidade: 139,6 hab./km²).